# Panoplium

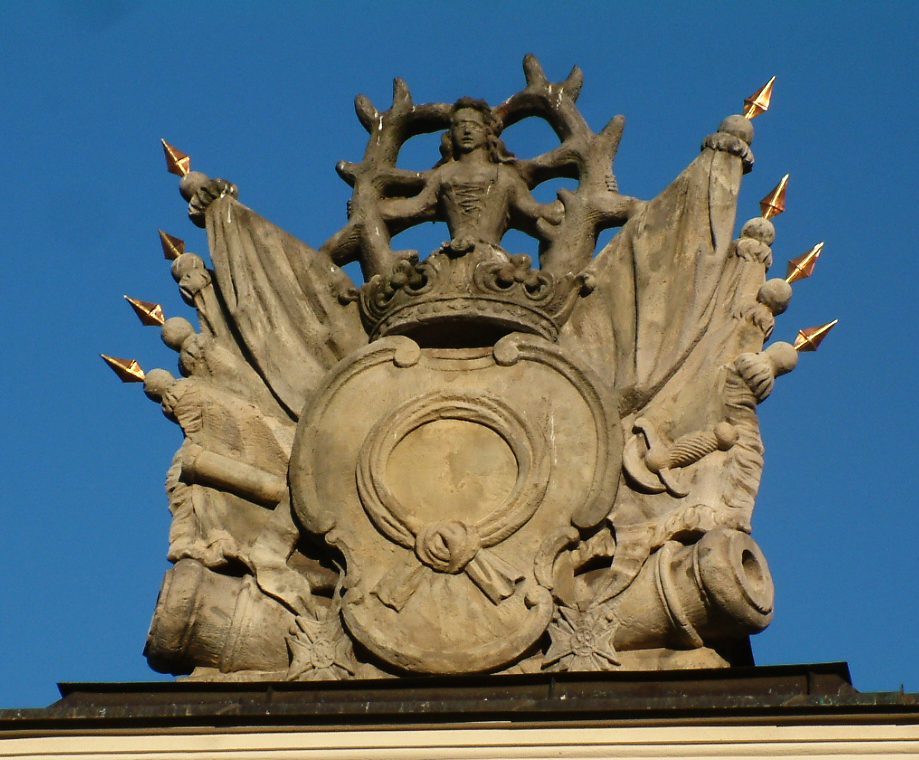
Panoplium z tarczą herbową

Panoplium (armatura, spolia hostium, z greckiego πανοπλíα) – motyw dekoracyjno-symboliczny złożony najczęściej z broni białej i uzbrojenia ochronnego (tarcz, mieczy, zbroi, hełmów, często stylizowanych na spartańskie) i ułożonych w płaszczyźnie pionowej, symetrycznie wokół tarczy z herbem właściciela. 
Nazwa pochodzi od greckiego pan – wszystko i hoplon – tarcza hoplity i oznaczała pełny rynsztunek ciężkozbrojnego wojownika. Dawniejsi wojownicy swoją broń wieszali na ślepej ścianie pomieszczenia mieszkalnego, z daleka od okna i drzwi. W razie niespodziewanej napaści można było się cofnąć, chwycić za tarczę oraz włócznię lub miecz i przystąpić do obrony.
W czasach republiki rzymskiej i późniejszego cesarstwa oręż zdobyty na wrogu, po zwycięskiej bitwie układano pod zawieszoną na krzyżu zbroją wodza pokonanej armii. Był to znak chwalebnego zwycięstwa, jednocześnie ofiara dla boga Marsa oraz symbol deifikacji zwycięskiego wodza.

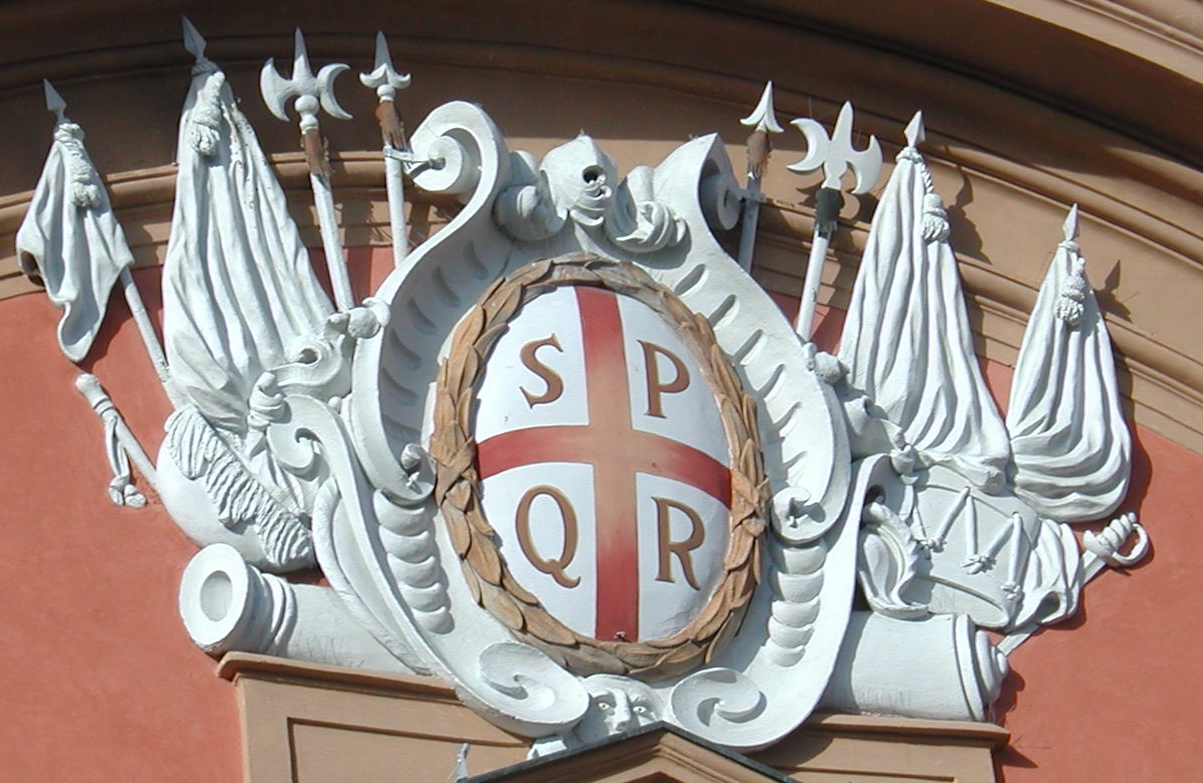
Panoplium w herbie Reggio Emilia

W heraldyce nowożytnej panoplia umieszczano początkowo za i pod herbem dowódcy wojskowego po odniesionym przez niego znaczącym zwycięstwie. Armaturę herbową komponowano z pik, halabard, buńczuków, chorągwi, szabli i innego sprzętu wojennego. Wieszano wtedy autentyczne elementy uzbrojenia. Stopniowo broń biała wychodziła z mody, spadkobiercy rycerzy poświęcali się służbie cywilnej, natomiast uzbrojenie wiszące na ścianie coraz rzadziej było w użyciu praktycznym, a coraz częściej miało tylko przypominać rzeczywiste lub przyszywane tradycje rycerskie rodu. Coraz mniej było autentycznego uzbrojenia (niszczyło się, produkowano zupełnie inne niż kiedyś, nowe pokolenia były liczniejsze) a coraz więcej symboliki. W XVIII wieku na ściany trafiły panoplia ze stiuku, jedynie przypominające prawdziwe. Jako symbole, do „uzbrojenia panopliów” mogły teraz trafić armaty, kule armatnie oraz karabiny.
W wieku XVIII i XIX (styl barokowy oraz klasycystyczny) armaturę spotyka się nieporównanie częściej niż w czasach wcześniejszych, W polskiej heraldyce stanowiły one zwyczajowo obowiązujący element herbu (zwłaszcza na pieczęci) osoby w służbie wojskowej, niekoniecznie związany z faktycznymi osiągnięciami militarnymi.

Panoplium w herbie Boliwii

Z upływem czasu, panoplia z ozdób podkreślających rycerskie koneksje właściciela posesji stały się symbolami tradycji wojskowej państw i ich walk o niepodległość, z budynków prywatnych przeniosły się na pomniki, budynki państwowe i symbolikę państwową. Panoplia, mniej lub bardziej rozbudowane spotyka się często w herbach krajów Ameryki Południowej i środkowej. Stosowane są również w herbach państwowych, terytorialnych i miejskich innych regionów świata. Miniatura klasycznych panopliów stanowi część dekoracji (zawieszkę) wielu rycerskich orderów – m.in. orderu Kawalerów Maltańskich, Orderu św. Łazarza, Orderu Grobu Pańskiego oraz wielu orderów świeckich.